# Trận Breslau (1757)
Trận Breslau là một trận chiến diễn ra vào ngày 22 tháng 11 năm 1757 trong Chiến tranh Bảy năm. Thành phố Breslau thuộc tỉnh Silesia của nước Phổ khi đó. Với sức mạnh áp đảo, quân đội đế quốc Áo đã đánh bại quân đội Phổ.
Trong trận chiến này, 28.000 quân Phổ của August Wilhelm, Công tước xứ Brunswick-Bevern phải chống nhau với 84.000 quân Áo. Quân Phổ chặn đứng bước tiến công của quân Áo, và gây cho quân Áo thiệt hại 5.000 người trong khi bản thân quân Phổ chịu tổn thất 6.000 người. Tuy nhiên, Quân đội Phổ tiến hành rút lui. Quân đội Áo chiếm được thành Breslau vào ngày 25 tháng 11 năm 1757. Người chỉ huy của quân đội Phổ trong trận này là Công tước xứ Bevern bị bắt. Vua nước Phổ là Friedrich II Đại Đế đã từng nói Bevern là một viên tướng xấu số.
Lúc Breslau thất thủ thì vua Friedrich II Đại Đế đã đại phá quân Pháp trong trận Roßbach tại Sachsen và đang hành quân về phía Đông để bảo vệ tỉnh Silesia. Vào ngày 5 tháng 12 năm 1757, ông đập tan quân Áo trong trận Leuthen và giải phóng tỉnh Silesia. Sau này, Bevern cũng được buông thả. Tuy bị nhà vua thất sủng vì thua trận tại Breslau, ông vẫn "là một nhân vật xuất sắc, một vị tướng vĩ đại, và được toàn quân yêu mến".
Sau này quân Áo sẽ không còn chiếm được Breslau thêm một lần nữa. Song, dù sao thì sau khi chiến thắng cuộc Chiến tranh Bảy năm vào năm 1763, Friedrich Đại đế, khi viết về các pháo đài trên khắp nước ông, cho rằng thất trận tại Breslau (1757) cho thấy thành phố này cần phải được phòng thủ kiên cố:
| “                     | Chí ít thì thành phố này phải được phòng thủ vững chắc để cầm chân kẻ thù trong vòng hai tháng, đủ thời gian... | ” |
| — Friedrich II Đại Đế | |   |